# Webvideoproduzent
Webvideoproduzent ist seit Mitte der 2000er Jahre die Bezeichnung für eine Person, die Videos produziert und diese über Videoportale in Form von Webvideos anderen Nutzern zur Verfügung stellt.

## Herkunft und Bedeutung
Mit der Schaffung von Videoplattformen wie YouTube oder MyVideo wurde es einer breiten Masse ermöglicht, Videos der Allgemeinheit zur Verfügung zu stellen. Während zu Beginn inhaltlich einfach gestaltete Videos veröffentlicht wurden, erfolgte später die Produktion immer aufwändigerer Videos bis hin zu Filmen und Serien. Nicht zuletzt die Möglichkeit einzelner Plattformen, mittels Werbung Geld zu verdienen (Monetarisierung durch Aufrufe), führte zu einer zunehmenden Professionalisierung der Inhalte und einiger der Nutzer. Infolgedessen entstanden Multi-Channel-Networks, welche den Nutzern die Möglichkeit geben, sich untereinander auszutauschen, Kontakte herzustellen und die Produktion mit finanziellen Mitteln sowie anderen Ressourcen zu unterstützen. Geprägt wird der Begriff Webvideoproduzent in den Medien häufig auch als Berufsbezeichnung für Selbständige, die ihr Geld ausschließlich mittels dieser Tätigkeit verdienen, obwohl nach eigentlicher Definition jeder Nutzer, welcher selbstständig Videos produziert und hochlädt, so zu bezeichnen ist. Neben den Werbeeinnahmen durch die Plattformen verdienen viele Webvideoproduzenten auch durch Merchandising, Produktplatzierung, Spenden, Affiliate-Marketing, Förderprogramme (z. B. Funk) oder andere Auftragsarbeiten, Kooperationen und Tätigkeiten Geld.

## Arten

### YouTuber
Auf dem größten Videoportal YouTube prägte sich die Bezeichnung YouTuber für Nutzer mit einer hohen Reichweite, die sowohl als Webvideoproduzenten als auch als Influencer agieren. YouTube hat für Nutzer mit mehr als 1000 Abonnenten und mehr als 4000 Stunden Ansichtszeit in den letzten 12 Monaten ein Partnerprogramm, das dem Nutzer ermöglicht, automatisiert Werbung vor seine Videos zu schalten und damit Geld zu verdienen. Im Zuge dieses Programmes wird die Bezeichnung YouTuber auch häufig gleichgesetzt mit einer Mitgliedschaft im YouTube-Partnerprogramm. Teilweise werden YouTuber auch in den Medien nach ihren Videothemen benannt, z. B. Let's Player bei einem Let’s-Play-Kanal oder Vlogger analog zu Blogger bei einem Vlog-Kanal. Bereiche wie Vorproduktion, Dreharbeiten, Postproduktion, Grafik- und Sounddesign, Marketing, Social-Media-Management und Community und Kanal-Management können auf einzelne Personen verteilt werden, so dass nicht nur die Person vor der Kamera an den Videos beteiligt ist oder automatisch Inhaber ist. Teilweise werden für einen aufwändigen YouTube-Kanal kleine Produktionsstudios und Agenturen mit mehreren Mitarbeitern gegründet.

### Kurzvideoproduzenten
Neben der Plattform YouTube werden in sozialen Netzwerken und auf Seiten wie TikTok (ehemals Musical.ly) und ehemalig auch Vine überwiegend kurze Videoclips veröffentlicht, die meist nur wenige Sekunden lang sind. Auf TikTok hat sich hierbei vor allem die Lippensynchronisation zu Songs und Audioausschnitten aus popkulturellen audiovisuellen Medien etabliert. Kurzvideos sind vor allem bei Jugendlichen beliebt und erreichen teilweise mehrere Millionen Aufrufe. TikTok wurde selbst über 1,5 Milliarden Mal heruntergeladen.

### Streamer
Die Bezeichnung Streamer etablierte sich Mitte der 2010er Jahre für Webvideoproduzenten, die Live-Streams veröffentlichen, und stellt eine Sonderform dar. Auch die ausgeschriebene Weise Livestreamer wird in den Medien verwendet. Grund hierfür ist, dass es sich um eine Echtzeit-Webvideoproduktion handelt. Einige Plattformen wie Twitch ermöglichen es dem Produzenten, den Nutzern anschließend diese Livestreams in Form von Webvideos zur Verfügung zu stellen. Zusätzlich etabliert sich auf der Plattform Twitch die Bezeichnung Twitch-Streamer für Produzenten auf ebendieser Plattform. Zu einer häufigen Einnahmequelle neben den Werbeeinnahmen zählen kostenpflichtige Premium-Monatsabos, Affiliate-Marketing, Sponsoring und Spenden über Patreon oder die Streaming-Plattform selbst.

## Webvideoproduzenten als Influencer
Webvideoproduzenten mit einer großen Reichweite haben häufig großen Einfluss, vor allem auf jüngere Zielgruppen. Deswegen werden sie in der öffentlichen Diskussion häufig in der Funktion eines Influencers gesehen. Die Diskussion um Webvideoproduzenten und deren Einfluss wurde nicht zuletzt auch durch das Videos „Die Zerstörung der CDU“ des Webvideoproduzenten Rezo im Jahr 2019 neu entfacht. Kerninhalt dieser Diskussion ist, welchen Einfluss Webvideoproduzenten auf die Qualität politischer Kommunikation haben. Hierbei wurde auch die Neutralität im Spannungsverhältnis zu kommerziellen Interessen kritisch bewertet. Es wird auch als problematisch angesehen, dass sowohl die Nachrichtenauswahl und die entsprechende Kommentierung als auch die Bewertung lediglich den eigenen persönlichen ethischen und journalistischen Grundsätzen folgen und keiner anderen Kontrollinstanz unterliegen. Auch die Nachfrage nach Produktwerbung durch Webvideoproduzenten als Teil einer Marketing-Kampagne von Unternehmen (Influencer-Marketing) ist in den letzten Jahren gestiegen.

## Kritik
Häufig wird in den Medien Kritik an Webvideoproduzenten wegen des Verdachts der Schleichwerbung laut. Es wird angeführt, dass diese ihre Stellung als Influencer ausnutzen würden und vor allem jüngere Zuschauer durch in den Videos nicht gekennzeichnete Werbung beeinflussten. Die Medienanstalten verhängten in der Vergangenheit bereits Bußgelder gegen Webvideoproduzenten, wie im Jahre 2017 gegen Flying Uwe wegen versteckter Reklame.
Auch wird häufig Kritik an den unreflektierten Aussagen einiger Webvideoproduzenten in ihren Videos laut. So verglich der größte deutsche Streamer und Webvideoproduzent MontanaBlack in einem Stream Frauen mit Hunden. Eine Studie der Otto-Brenner-Stiftung kam 2019 zu dem Ergebnis, dass die große Mehrheit der durch Webvideoproduzenten betriebenen YouTube-Kanäle inhaltlich von anspruchsloser, oft sogar platter und stark emotionalisierter Unterhaltung geprägt und zudem von Produktwerbung durchzogen ist. Kritik an der Studie kam dagegen vom Webvideoproduzenten Robin Blase, welcher den Ton der Studie als durchgängig herablassend bezeichnet und die Narrative als klar zu erkennen. Auch wird Webvideoproduzenten vorgeworfen, durch Clickbaiting falsche Erwartungen an die Videos zu erzeugen, um möglichst viele Aufrufe zu genieren. Kritik gab es auch an der Ausnutzung von leicht beeinflussbaren jungen Fans für teure Käufe und dem nicht Wahrnehmen der Vorbildfunktion des Webvideoproduzentens gegenüber seiner Zielgruppe.